# 鳴門市営バス
鳴門市営バス（なるとしえいバス）は、徳島県鳴門市企業局運輸事業課が運営していた路線バス・貸切バスである。
かつては鳴門市運輸部が運営していたが、2005年（平成17年）4月1日に鳴門市の組織再編が実施され、企業局運輸事業課による運営となっていた。

## 概要
鳴門市内にくまなく路線を延ばしていたほか、延長部分として香川県東かがわ市引田駅、板野郡板野町板野駅の鳴門市外までの路線を持つとともに、2002年（平成14年）3月31日まで兵庫県南淡町（現：南あわじ市）福良までの路線を持ち、公営バスでありながら3県にまたがる運行エリアを有していた。
しかし、モータリゼーションに伴う利用客減少や、鳴門市の財政悪化に伴って、かつての運行規模を維持することが困難になったため、多くの路線を廃止・減便するなど経営改革に取り組んだり、100円均一運賃の循環バスの運行を開始し、利用者の拡大も図っていたものの、経営状況は依然として大変厳しい状況であった。段階的に民間委託を開始し、2009年（平成21年）1月1日より、一部路線が地元のタクシー会社である鳴門第一タクシーへ委託され「鳴門市地域バス」として運行を開始。市営バス事業は2012年（平成24年）度をもって終了した。
2012年12月13日の徳島新聞の報道で、2013年3月31日をもって市営バス事業から撤退し、移譲先は徳島バスとすることが発表された。徳島バスは同年4月1日から運行を開始した。
廃止に先立ち、2013年3月27日より3月31日まで「さよなら鳴門市バス写真展」がキョーエイ鳴門駅前店において、入場無料で開催された。

## 営業所及び営業路線
- 本社営業所
  - 位置 - 〒772-0032 徳島県鳴門市大津町吉永字三石野756-3（同地は2014年9月より徳島バスが鳴門営業所として使用）
  - 営業開始日 - 1949年（昭和24年）4月25日
  - 営業終了日 - 2013年（平成25年）3月31日
  - 所管 - 全線

## 営業終了時点での直営路線

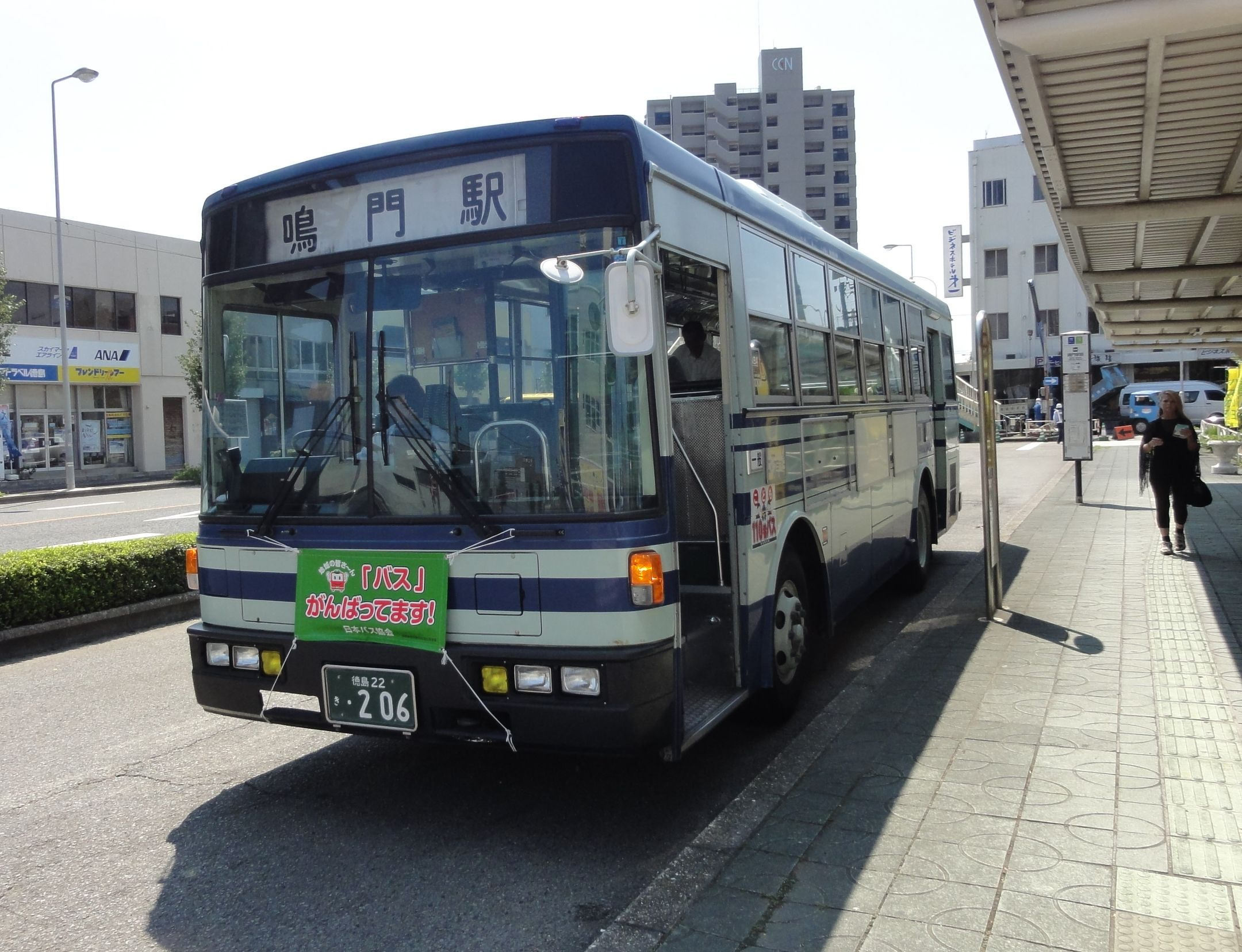
路線バス

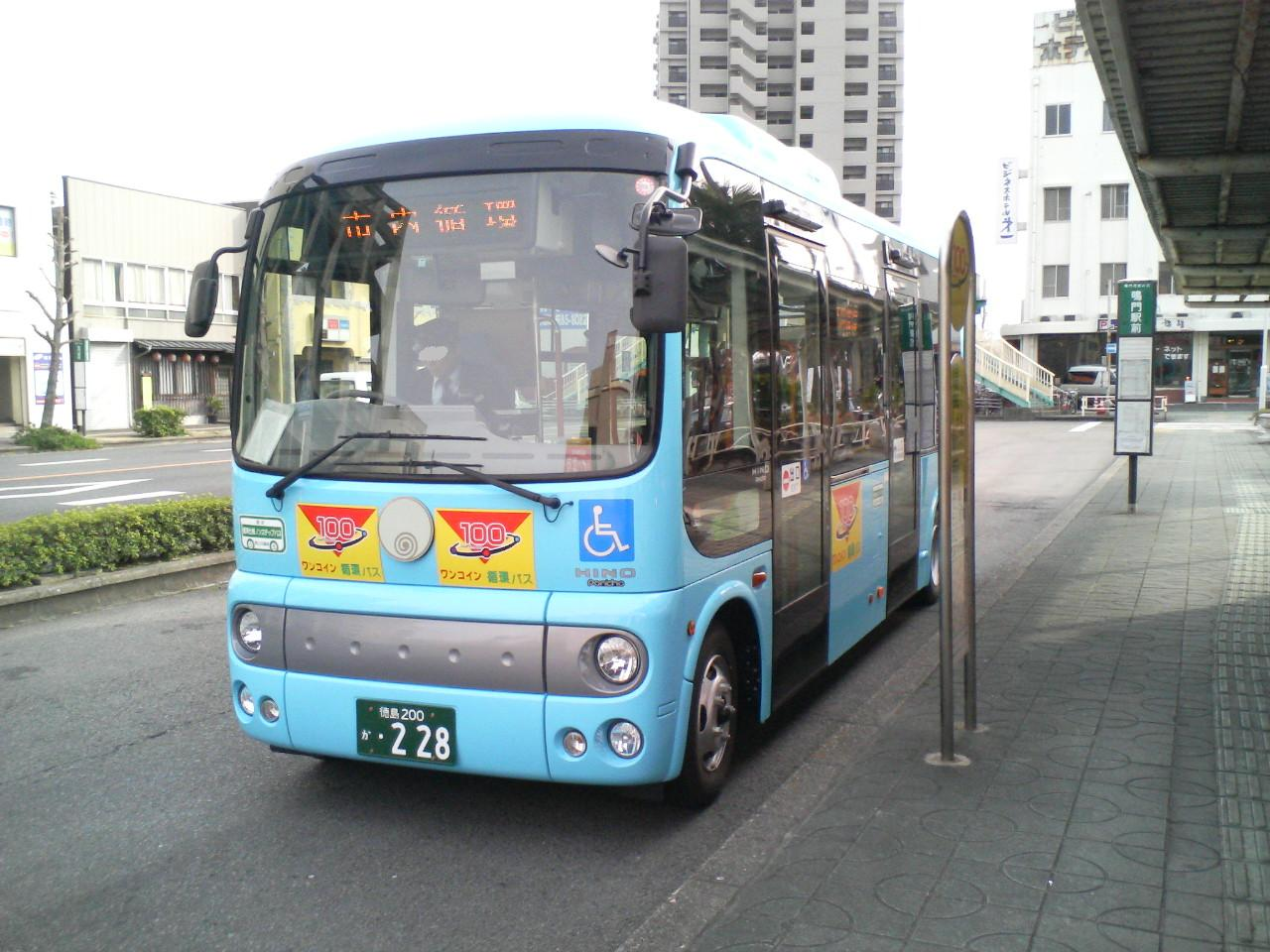
日野・ポンチョ

路線バス車両は2010年（平成22年）3月31日現在で21台保有していた。

### 北泊線
岡崎 - 鳴門駅前 - 郵便局前 - 黒崎 - 明神 - 堂浦 - 北泊

### 大麻線
鳴門駅前 - 郵便局前 - 鳴門一中前 - 第一高校前 - 金比羅前 - 教会前 - 立道 - 池谷駅前 - 板東駅東 - 霊山寺前 - ドイツ館 - 二番札所前 - 川端駅前 - 板野駅南

### 引田線
鳴門駅前 - 郵便局前 - 黒崎 - 明神 - 粟田葛城口 - 折野西 - 北灘県境 - 引田駅前 - 翼山温泉

### 営業終了より前に廃止された路線
鳴門スカイライン線
市バス車庫 - 市役所前 - 郵便局前 - 鳴門駅前 - 黒崎 - 明神 - 小海 - 島田島 - 鳴門公園
徳長粟津線
鳴門駅前 - 郵便局前 - 鳴門一中前 - 第一高校前 - 吉永南 - 徳長 - 粟津
福良線
郵便局前 - 鳴門駅前 - 図書館前 - 競艇場前 - 黒山 - 淡路島南インターチェンジ - 福良（バス停は福良バスターミナルとは異なる一般道上に設置されていた）
大麻線川崎経由便
鳴門駅前 - 立道は同一経路。立道 - 牛屋島 - 川崎 - 板東駅東
鳴門公園線（この路線は現在徳島バスが徳島駅発着便とは別に区間便を運行）
郵便局前 - 鳴門駅前 - 三ツ石口 - 八木の鼻 - 大塚国際美術館 - 観光港 - 鳴門公園

## 鳴門市地域バスへ移管された路線

### 高島線
- 2010年（平成22年）12月1日より下記経路による朝の1日1本ずつのみとなり、それ以外の時間帯の高島発着便は徳島バスが経由地変更によりカバーしている。
  - 高島行:郵便局前 - 鳴門駅前 - 図書館前 - 競艇場前 - 鳴門中学前 - 鳴門教育大学前　- 鳴門西小前 - 高島（小鳴門橋経由）
  - 高島発:高島 - 黒崎 - 鳴門病院 - 郵便局前 - 鳴門駅前（小鳴門大橋経由）

### 里浦粟津運動公園線
鳴門駅前 - 郵便局前 - （運動公園） - 大塚製薬前　- 里浦口 - 粟津
- 運動公園は便により経由しない便がある。

### 市内循環線（市内循環バス）
鳴門駅前 → 高速鳴門バス停前 → 鳴門病院 → 中央商店街 → 市役所前 → 郵便局前 → 鳴門駅前（2012年（平成24年）4月1日市営バスから地域バスへ移行）

## 貸切バス
貸切バス事業は一般・観光とも2005年（平成17年）9月30日をもって大幅に縮小し、以降は鳴門競艇場送迎バスなどに限定されていた。

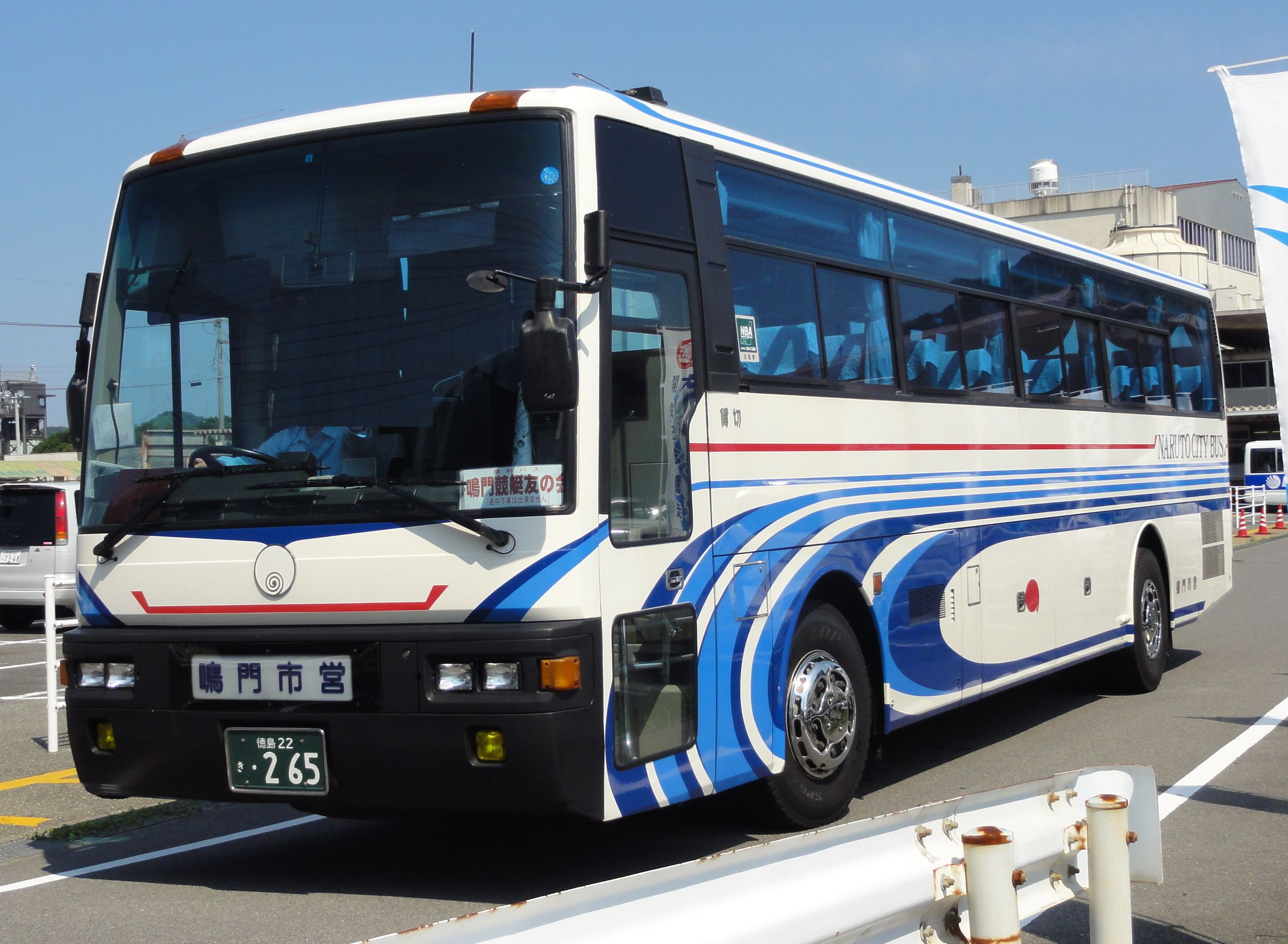
貸切バス
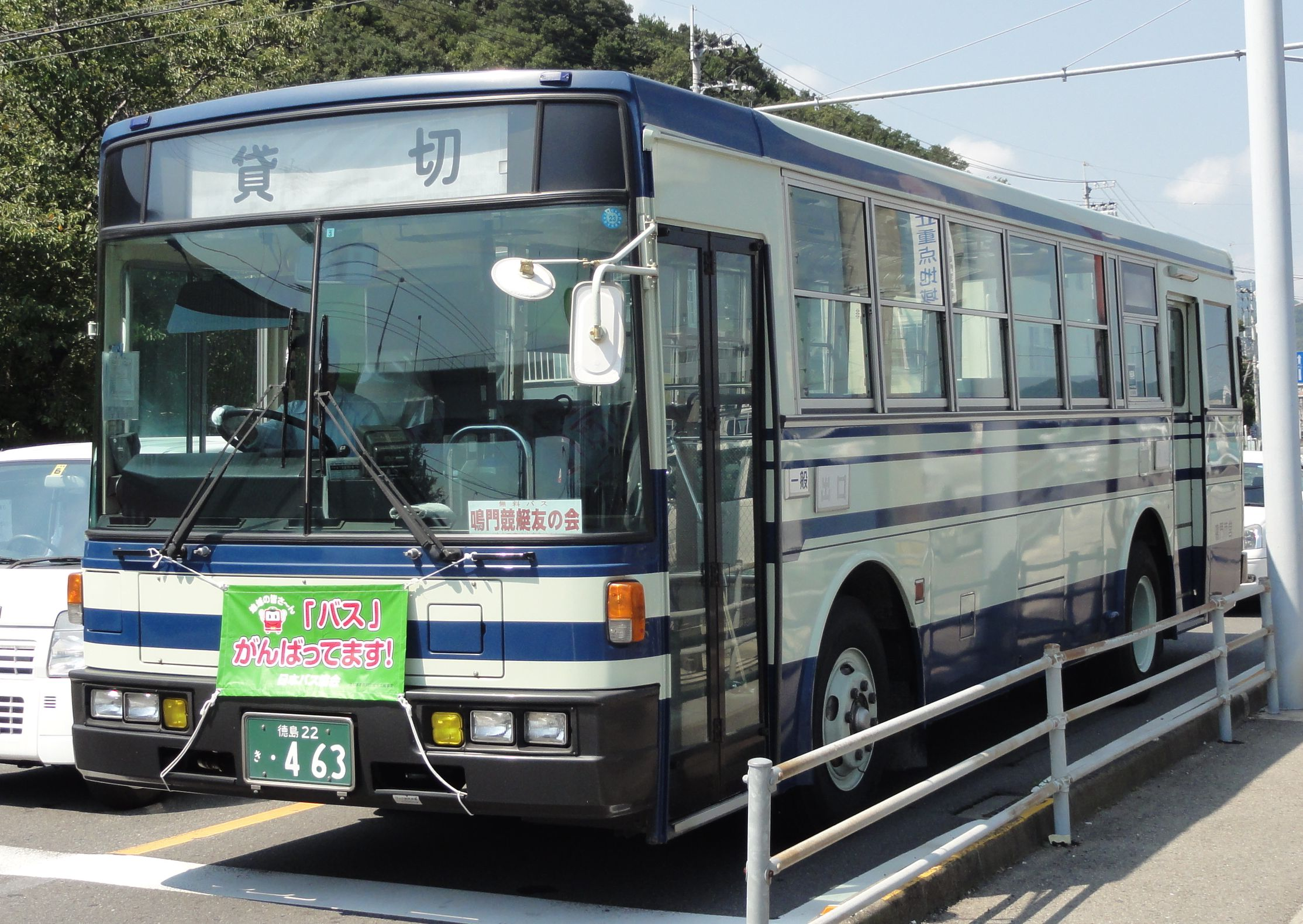
路線バス車両貸切運用

## 車両
2007年（平成19年）には、鳴門市営バスでは初のノンステップバスとして日野・ポンチョが2台導入された。